# コスモエネルギーソリューションズ
コスモエネルギーソリューションズ株式会社は、産業用・家庭用エネルギーの販売を行う企業。

## 概要
2004年、日商岩井石油株式会社がニチメンエネルギー株式会社を吸収合併したことに伴い、双日の子会社・双日エネルギー株式会社となった。2013年1月31日、コスモ石油が、双日から株式の97%を取得して子会社化し、同年2月1日に総合エネルギー株式会社に社名を変更。2021年7月1日、コスモ石油販売株式会社環境・エネルギー本部と統合し、現商号に変更した。
双日エネルギー時代は、宮城県・福島県・茨城県・千葉県・埼玉県・東京都・神奈川県・愛知県・京都府・大阪府・兵庫県・岡山県で計86か所のガソリンスタンドを運営していた。昭和シェル石油・コスモ石油・ENEOS・キグナス石油のガソリンスタンドを運営していた。現在はコスモ石油販売に引き継がれたものを除き、個別の運営会社に移行している。
かつてはプロパンガス部門も手掛けていたが、コスモ石油のプロパンガス小売部門をエネサンスホールディングスと経営統合し、コスモが同社の第3位の株主となることで、ガス生成・製造部門（エネサンスHDの株主を含む別の合弁会社が手がける）を除くすべてのプロパンガス関連事業（主に小売・供給部門）をエネサンスの傘下に集約したため、当社の事業としては撤退している形になる。東北の一部は、コスモ系列だった東北コスモガスへ譲渡。なお、同社は株式交換でエネサンスHDの完全子会社となった後に、エネサンス東北に吸収合併されている。

## 沿革
日商岩井石油株式会社
- 1958年（昭和33年）
  - 3月15日 - シェル石油特約店を経営する国洋石油株式会社が発足。
  - 8月 - シェル石油特約店を運営する新光石油株式会社が発足。
- 1962年（昭和37年）8月 - 新光石油株式会社が日商砿油株式会社に商号変更。
- 1970年（昭和45年）12月 - 国洋石油株式会社が日商砿油株式会社を吸収合併し、日商岩井石油株式会社に商号変更。
- 1972年（昭和47年）12月 - ウエル石油（丸善石油特約店）を吸収合併。
- 2000年（平成12年）10月 - 子会社の国洋石油株式会社を吸収合併。

ニチメンエネルギー株式会社
- 1964年（昭和39年）2月 - 日綿實業株式会社の全額出資により、ニチメン石油株式会社を設立
- 1967年（昭和42年）4月 - 日綿實業が関東瓦斯工業株式会社に資本参加。
- 1983年（昭和58年）7月 - ユニバーサル石油株式会社（日綿實業全額出資）と対等合併。
- 1986年（昭和61年）4月 - ニチメン燃料株式会社を吸収合併。
- 1988年（昭和63年）8月 - 関東瓦斯工業株式会社と対等合併、ニチメンエネルギー株式会社に商号変更
- 2001年（平成13年）9月 - ガス部門を、シナネンと共同出資のニチメンエネルギーガス販売株式会社（現在のミライフ）に移管。

双日エネルギー株式会社
- 2004年（平成16年）3月1日 - 日商岩井石油とニチメンエネルギーが合併（前者が存続会社）し、双日エネルギー株式会社に社名変更。
- 2007年（平成19年）6月22日 - 合併後、初代から三期に渡り社長を勤めた相本直樹が特別顧問に就任し、江崎貞雄が専務執行役員（社長補佐）から昇格し二代目社長に就任。
- 2013年（平成25年）1月31日 - コスモ石油が双日より97%の株式を取得。

総合エネルギー株式会社
- 2013年（平成25年）2月1日 - 総合エネルギー株式会社に社名変更[6]。
- 2014年（平成26年）- プロパンガス部門を東北コスモガス（本社・宮城県大崎市）へ譲渡。東北コスモのエリア外の地域の事業は、エネサンスホールディングス傘下の各事業会社へ譲渡。これは、コスモ石油系列のプロパンガス部門をエネサンスグループに対して株式交換形式によって集約したことに伴うもの。
- 2015年（平成27年）
  - 4月1日 - 東北地区のガソリンスタンドをコスモ石油販売・東北カンパニーに吸収分割にて事業譲渡。仙台支店を同市青葉区に移転し、跡地はエネサンス東北の南仙台支店（東北コスモを吸収する前の仙台支店を移転・改称）が継承した。
  - 9月1日 - 株式交換によりコスモ石油の完全子会社となる[7]。
  - 10月1日
    - コスモ石油の株式移転によるコスモエネルギーホールディングス設立に伴い、親会社がコスモ石油からコスモエネルギーホールディングスに変更。
    - 直営のガソリンスタンドをコスモ石油販売に事業承継した[8]。
    - エネサンスホールディングスの子会社のエネサンス東北が東北コスモガスを吸収合併し、東北地方の系列事業会社を統一。

コスモエネルギーソリューションズ株式会社
- 2021年（令和3年）7月1日 - 総合エネルギー株式会社とコスモ石油販売株式会社環境・エネルギー本部が統合し、コスモエネルギーソリューションズ株式会社に社名変更。

## 関連会社
- 日商砿油株式会社 - 北海道でガソリンスタンドを運営。